# (4150) Starr
(4150) Starr (1984 QC1) – planetoida z pasa głównego asteroid okrążająca Słońce w ciągu 3,34 lat w średniej odległości 2,23 au. Została odkryta 31 sierpnia 1984 roku w Lowell Observatory w Flagstaff przez Briana Skiffa. Nazwa planetoidy została nadana na cześć Ringo Starra jednego z muzyków brytyjskiego zespołu rockowego The Beatles.